# Операция «Щит и стрела»
Опера́ция «Щит и стрела́» (ивр. מבצע מגן וחץ‎, мивца́ «маге́н ва-хе́ц») — кодовое название израильской военной операции в секторе Газа против палестинской террористической организации «Палестинский исламский джихад», начатой 9 мая 2023 года и закончившейся соглашением о прекращении огня 13 мая 2023 года.

## Предыстория
В августе 2005 года в рамках одностороннего размежевания Израиль полностью отступил из сектора Газа к границе 1967 года, демонтировал более 20 еврейских посёлков и эвакуировал около 9000 их обитателей. 22 августа 2005 года все жители еврейских поселений покинули сектор. 12 сентября 2005 года Газу покинул последний израильский солдат.
После ухода израильской армии и эвакуации еврейских поселений из сектора Газа в августе 2005 года интенсивность ракетных обстрелов резко возросла: если за 56 месяцев Интифады Аль-Акса, предшествовавших эвакуации, на территорию Израиля упало менее 500 ракет, то за 28 месяцев, прошедших после «размежевания», — почти 2000. Кроме того, если в 2001—2005 годах территории Израиля достигала лишь каждая третья ракета из выпущенных, то после размежевания — две из трёх, что может быть объяснено как усовершенствованием конструкции самих ракет, так и отсутствием еврейских поселений, ранее препятствовавших запуску ракет и снарядов непосредственно с границы сектора.
К концу 2005 года в ракетных обстрелах израильской территории из сектора Газа принимали участие практически все террористические группировки сектора: «Бригады Эль-Кудса» (Исламский джихад), «Бригады Изз ад-Дин аль-Кассам» (ХАМАС), боевики «Комитетов народного сопротивления», «Бригады Абу Риша» и «Бригады мучеников Аль-Аксы» (ФАТХ).
Первоначально радиус действия ракет не превышал 6 километров, однако со временем их дальность значительно возросла. В 2006 году лидеры террористов заявили о том, что вскоре дальность палестинских ракет будет увеличена до 25 км, что позволит им достигать города Ашкелон. Палестинцы также предпринимали попытки обстреливать ракетами израильские объекты в Иудее и Самарии.
К 2009 году зона досягаемости ракет значительно расширилась, и на доступной ракетному обстрелу территории оказалось около миллиона израильтян.
Резкое усиление обстрелов в конце 2008 года стало причиной проведения Израилем с 28 декабря 2008 года по 20 января 2009 года военной операции «Литой свинец». Результатом стало резкое сокращение интенсивности обстрелов: если за 2008 год по Израилю было выпущено 3276 ракет, то в 2009 — всего 367, в 2010 — до 150.
С 2001 и до начала 2011 гг., по словам Авигдора Либермана, «террористы выпустили из сектора Газа по городам на юге Израиля более 11 тысяч ракет и мин».
Согласно МИД Израиля, «расходы на защиту гражданского населения от ракет террористов исчисляются миллиардами шекелей. Небольшое число пострадавших на израильской стороне в нынешнем конфликте объясняется не „гуманностью“ террористов Хамаса и Исламского джихада, и не „безвредностью“ запускаемых ими по Израилю ракет, каждая из которых представляет собой военное преступление. Своими жизнями, безопасностью своего имущества израильтяне всецело обязаны своим собственным усилиям и действиям Армии обороны Израиля».

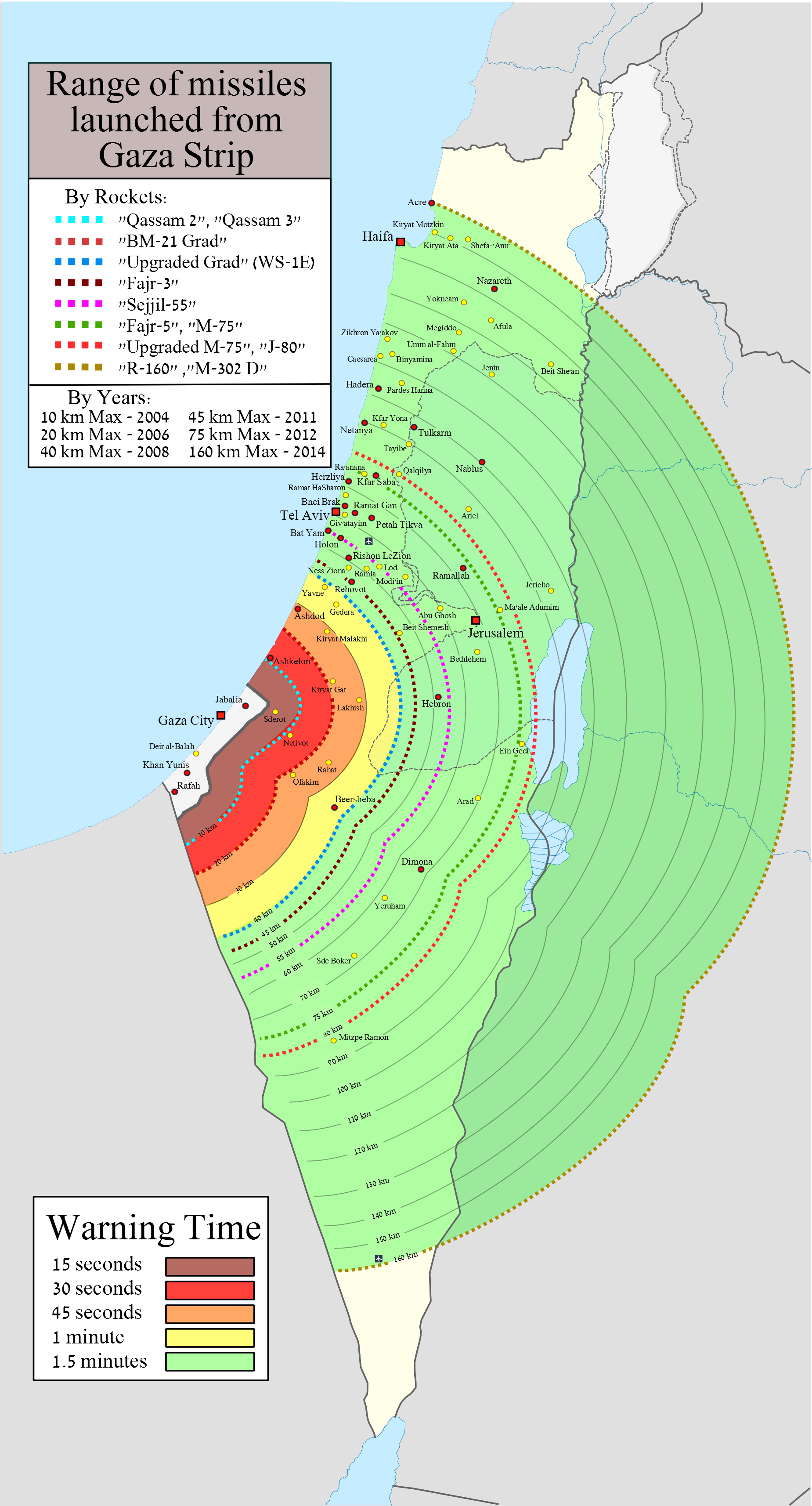
Зона досягаемости ракет, выпущенных из Газы, в 2023 году достигла севера Израиля

В 2012 году по территории Израиля из Газы было выпущено 2078 ракет, из которых 520 были сбиты системой ПРО. Всего проведено 794 ракетных обстрела — без учёта миномётных. Вместе с миномётными обстрелами по Израилю было выпущено 2327 ракет и снарядов. 2012 год стал рекордным по числу выпущенных ракет и интенсивности обстрелов. В результате обстрелов 5 человек погибло и 107 было ранено. Сокращение обстрелов стало одной из объявленных целей военной операции Израиля «Облачный столп», проходившей с 14 по 21 ноября 2012 года.
Блокада сектора Газа была введена после того, как в июле 2007 года власть в нём захватила террористическая организация ХАМАС, основной целью которой является уничтожение еврейского государства. Территория сектора блокируется двумя государствами — Израилем и Египтом — для предотвращения поставок вооружений и взрывчатки. Продукты питания, медикаменты и практически любые товары гражданского предназначения поступают в сектор без ограничений. Помимо этого Израиль обеспечивает жителей Газы большей частью электричества, водой и топливом.
К 2023 году зона, доступная ракетным обстрелам из сектора Газа, достигла Хайфы на севере Израиля, в ней оказались пять из восьми миллионов израильтян.
2 мая 2023 года, примерно за неделю до начала операции, в израильской тюрьме после продолжительной голодовки скончался заключенный службы безопасности Хадер Аднан, который был высокопоставленным членом Палестинского исламского джихада. Позже в тот же день террористы из палестинской организации «Исламский джихад» выпустили 102 ракеты по населенным пунктам вокруг Газы и южным поселениям Израиля.

## Хронология

### 9 мая
В 02:14 самолёты ВВС Израиля начали атаковать объекты террористов в секторе Газа. В пресс-службе ЦАХАЛа заявили, что в результате нападения были убиты три высокопоставленных члена палестинского исламского джихада — командующий северной частью сектора Газа Абу Хади-Халиль Аль-Бахитини, ответственный за ракетные обстрелы из сектора Газа за неделю до операции; секретарь военного совета организации Джихад Шакер Диаб Ганнем, который планировал среди прочего теракт, в результате которого погибли Тали Хатуэль и её четыре дочери в 2004 году; и Тарек Эзз ад-Дин, высокопоставленный член организации, ответственный за руководство палестинскими террористическими атаками в Иудее и Самарии и освобождённый в сделке Шалита. В этой атаке также были убиты ещё 10 человек, некоторые из них были помощниками и членами семей террористов, но также были непричастные.
После атаки в секторе Газа в израильском тылу было объявлено особое положение, и командование тыла приказало жителям приграничного района Газы перейти в убежища до дальнейшего уведомления и приостановило занятия в учебных заведениях в районе вокруг сектора Газа («Отеф Аза») и районе северного Негева до 6:00 часов вечера, а также запрещены собрания более 10 человек на открытой местности и 100 человек внутри строения. Кроме того, в приграничном районе Газы был перекрыт ряд транспортных магистралей.
В 17:10 ВВС Израиля нанесли удар по противотанковому взводу, который намеревался обстрелять мирных жителей Израиля, и нанесли удар по КПП «Керем-Шалом». По сообщениям из сектора Газа, двое террористов, подготавливавших запуск ракеты были убиты на месте. В атаке был также убит один из командиров ракетного подразделения ГАП на юге сектора Газа — Халед аль-Фара.

### 10 мая
Около 11:30 ВВС Израиля атаковали террористическую ячейку в Хан-Юнисе, которая была предназначена для запуска ракет. В результате нападения один террорист был убит, ещё двое террористов смертельно ранены.
Примерно через час, около 12:30, ВВС вновь атаковали заводы по производству боеприпасов, принадлежащие Палестинской администрации в секторе Газа.
В 13:26 вокруг Газы и Ашкелона было слышно несколько сигналов тревоги во время ракетного обстрела со стороны Газы, все ракеты были перехвачены системой противоракетной обороны «Железный купол». После 14:00 начались сильные артобстрелы в сторону юга Шфела, Гуш-Дана и Тель-Авива. В то же время ВВС атаковали средства запуска ракет GAP в секторе Газа.
Примерно в 15:00 начался очередной ракетный обстрел Бат-Яма, Ришон-ле-Циона, Пальмахим и населенных пунктов Гефен и Тирош в районе Адулама. Примерно в течение часа палестинцы выпустили по Израилю более 100 ракет, трое израильтян получили легкие ранения. Представитель ХАМАС заявил, что все палестинские группировки в Газе несут ответственность за ракетные обстрелы, которые были выпущены ранее, включая ХАМАС. Начиная с 15:53 после 40-минутного перерыва ракетные обстрелы велись только в направлении c Аза (район вокруг сектора Газа).
При этом в течение всего дня ВВС атаковали ракетные установки, позиции и другие пусковые средства ГАП в секторе Газа.
Против обстрела ракет, выпущенных по Гуш-Дану, сработала система ПРО «Праща Давида», которая перехватила одну из выпущенных ракет.
В 20:40 премьер-министр Израиля Биньямин Нетаньяху и министр обороны Йоав Галант провели пресс-конференцию, на которой заявили, что кампания ещё не завершена — вопреки сообщениям египетских СМИ. Галант также сообщил, что по Израилю было выпущено около 400 ракет, из которых от четверти до трети упали на территорию сектора Газа.
Вскоре после 21:00 в Ашкелоне, Нетивоте и секторе Газа снова сработали красные сигналы тревоги. В ходе того же ракетного обстрела было зарегистрировано два прямых попадания в Ашкелон и Сдерот, жертв нет.
За второй день операции в направлении Израиля было обнаружено 469 ракет, 333 из которых пересекли границу и 107 ракет упали в секторе Газа. Было произведено 153 перехвата.

### 11 мая

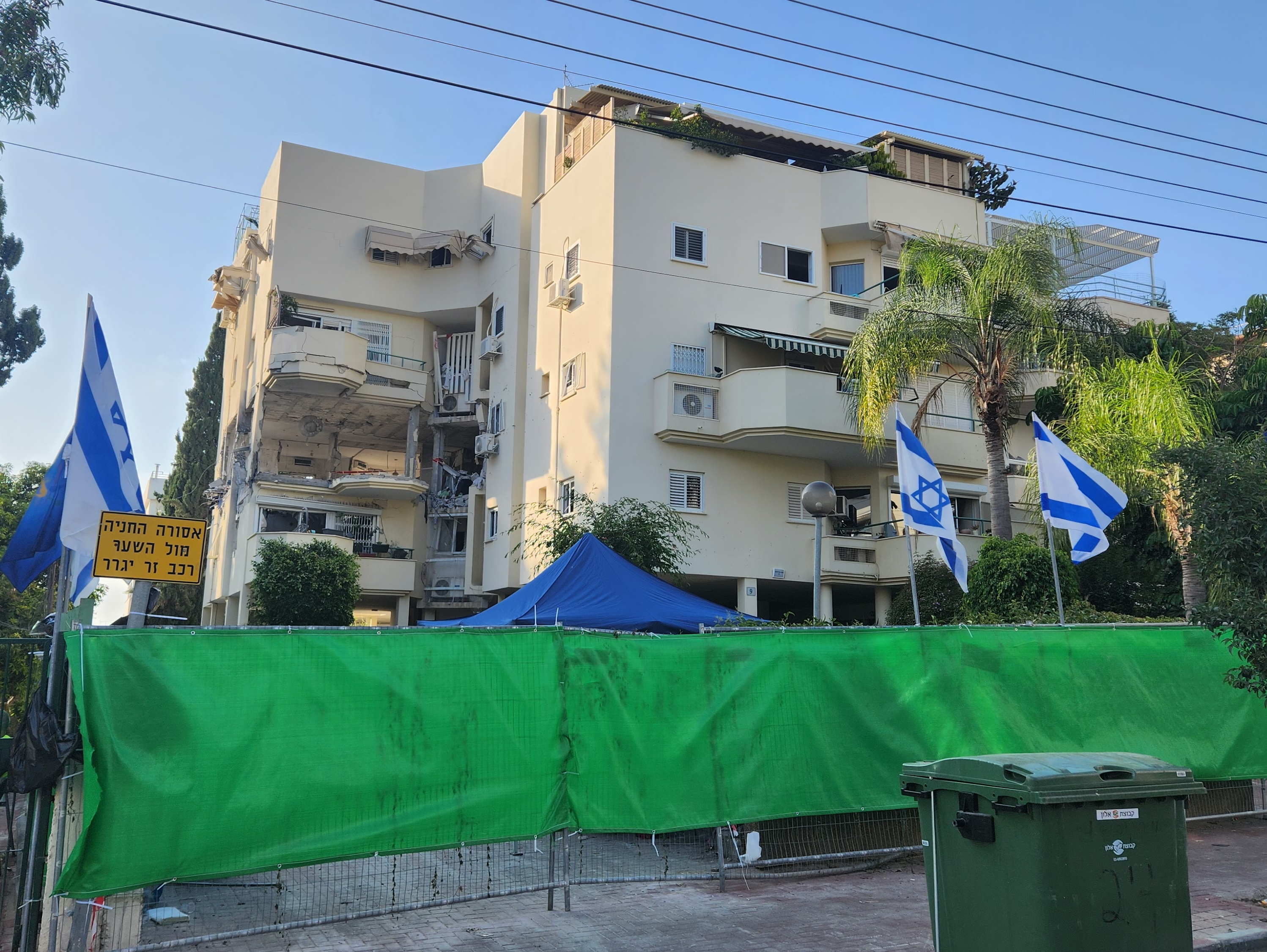
Здание в Реховоте, пострадавшее от прямого попадания

Около 01:30 израильские ВВС начали атаковать цели в северной части сектора Газа.
Боевые самолёты ЦАХАЛ атаковали и уничтожили трёх высокопоставленных должностных лиц террористической организации «Исламский джихад» в Хан-Юнисе. Согласно сообщениям палестинцев, три командира были уничтожены, одним из них был Али Хассан Рэли, глава ракетного комплекса GAP, который отвечал за процессы наведения и запуска ракет по территории Государства Израиль, в том числе последние залпы перед его уничтожением во время операции «Щит и стрела». Кроме того, он руководил и принимал участие в стрельбе и ракетных обстрелах Израиля в операциях «Страж стен» и «Рассвет».
Около 14:30 ВВС снова атаковали весь сектор Газа, и впервые с начала операции к атакам присоединился ВМФ.
Во второй половине дня военнослужащие ЦАХАЛа убили Ахмеда Абу-Дака, заместителя командующего ракетными войсками «Исламского джихада». По словам пресс-службы ЦАХАЛа, он был на мушке с первого дня операции, но его уничтожение было отложено, поскольку он использовал мирных жителей в качестве живого щита. В ответ в 16:35 и 16:48 Исламский джихад обстрелял Ашкелон, Беэр-Товию и населенные пункты Лахишского района и побережья Ашкелона.
В 18:04 на севере Шефелы было слышно несколько сигналов тревоги. Одна из ракет в результате обстрела попала в здание в Реховоте. В результате удара пятеро мирных жителей получили ранения и один мирный житель погиб. Около 18:30 начались дополнительные обстрелы в сторону сектора Газа и Ашкелона. В ответ на ракетные обстрелы ЦАХАЛ атаковал подземный туннель и две подземные ракетные установки. Кроме того, ЦАХАЛ убил террориста-минометчика вскоре после того, как он выпустил ракеты по Израилю. В то же время силы ЦАХАЛа, Шабак и Магав арестовали 25 террористов из «Исламского джихада» в Иудее и Самарии.

### 12 мая
К утру 12 мая всего было выявлено 866 пусков. Из них 672 пересекли границу Израиля, а 163 пуска оказались неудачными. Было сделано около 260 перехватов.
Около 9:00 истребители ВВС Израиля в очередной раз атаковали боевые цели «Исламского джихада» в секторе Газа.
Спустя два часа, после почти 12 часов, в течение которых не было активировано никаких сигналов тревоги, начались регулярные ракетные обстрелы населенных пунктов, окружающих Газу, которые не прекращались до 15:35. Примерно через час после начала обстрела приграничного района Газы впервые с начала операции начался обстрел из 4 ракет в направлении гор Иерусалима, Бейтар-Илита, Бейт-Шемеша и Гуш-Эциона. В Гуш-Эционе это была первая тревога в этом округе после операции «Страж стен». Система Праща Давида перехватила одну из ракет. Позже в тот же день велся миномётный обстрел населенных пунктов вокруг Газы, особенно Нахаль-Оз и Алумим.
Во второй половине дня ЦАХАЛ в целенаправленной атаке ликвидировал Ияда аль-Хасани, главу оперативного подразделения «Исламского джихада», вместе с ним были уничтожены ещё 3 террориста. После этого ВВС продолжили наносить серию атак всему сектору Газа, особенно в районе Рафиаха и в самом городе Газа.
В 19:00 был обстрелян ракетами Сдерот, сектор Газа, Нетивот, пляж Ашкелон, Нахаль Сорэк и Беэр-Товия.

### 13 мая
После нескольких часов тишины без ракетного обстрела со стороны Газы около 03:00 утра возобновился обстрел Ашкелона и окрестностей Газы. В ответ истребители ВВС Израиля атаковали Сектор и ракетные установки в Аль-Буридже. В то же время силы ЦАХАЛ уничтожили двух разыскиваемых террористов в Наблусе и уничтожили лабораторию взрывчатых веществ.
Позже ЦАХАЛ атаковал дома других террористов «Исламского джихада» в Бейт-Ханоне, через несколько часов залпами были обстреляны Ашдод, Ган-Явне, Шфела, Ашкелон, Нетивот, Сдерот и приграничный район Газы.
Около 14:00 по населенным пунктам Бэри и Шокда вёлся шквальный огонь миномётов и противотанковых ракет, в результате обстрела пострадали трое бедуинов-пастухов, проживающих в Газе, которые работают в Израиле, двое из них получили тяжелые ранения, один — средней степени тяжести, и один из них скончался от ран через несколько часов. Менее чем через час был также обстрелян Шфела, Ашдод, Ган-Явне и приграничный район Газы. В 19:00 стрельба продолжилась по Сдероту и окрестностям Газы, и впервые за время операции в Офаким также была слышна тревога, после чего стрельба продолжилась, и по Нетивоту также был выпущен шквал ракет.
Всего с начала конфликта до 16:00 зафиксировано 1234 пуска. Из них 976 пересекли территорию Израиля и 221 пуск провалился, было осуществлено около 373 перехватов. С другой стороны, ЦАХАЛ атаковал около 371 цели.
В 22:00 Израиль и палестинская сторона при посредничестве Египта договорились о прекращении огня по условию «тишина в ответ на тишину». Но уже в 22:08 Исламский Джихад запустил 5 ракет по Округу Газы.
После оценки ситуации, ЦАХАЛ заявил о том, что последует ответ с израильской стороны и ближе к 0:00 ВВС Израиля начинает наносить удары по Сектору Газа. Удары были нанесены по территориям принадлежащим ХАМАСу. Позже, Израиль в своём сообщении заявил, что «отныне ответственность лежит на ХАМАСе».